# 197. strelska divizija (ZSSR)
197. strelska divizija (izvirno rusko 197. стрелковая дивизия; kratica 197. SD) je bila strelska divizija Rdeče armade v času druge svetovne vojne.

## Zgodovina
Divizija je bila ustanovljena aprila 1941 v Kijevu in bila uničena avgusta istega leta. Ponovno je bila ustanovljena marca 1942 v Krasnodaru in bila januarja 1943 preimenovana v 59. gardno strelsko divizijo. Tretjič je bila ustanovljena februarja 1943.